# Municipio Sultepec
Koordinaten: 18° 50′ N, 100° 0′ W
Sultepec (ältere Schreibweisen: Zultepeque, Zultepec und Sultepeque) ist ein Municipio im mexikanischen Bundesstaat México. Das Municipio hat eine Fläche von 565,9 km² und gemäß Zensus 2010 eine Einwohnerzahl von 25.809. Verwaltungssitz und größter Ort des Municipios ist Sultepec de Pedro Ascencio de Alquisiras (3.595 Einwohner). Weitere Orte mit mehr als tausend Einwohnern sind Santa Cruz, Sultepequito und Capula.

## Geographie
Sultepec liegt im Südwesten des Bundesstaates México, etwa 75 km südwestlich von Toluca de Lerdo. Das Municipio – gelegen in der Depresión del Balsas – umfasst 80 Ortschaften und Berge mit Höhen bis zu 2430 m. Mehr als die Hälfte des Municipios ist von verschiedenen Waldtypen bedeckt.
Das Municipio Sultepec grenzt an die Municipios Almoloya de Alquisiras, Tejupilco, Texcaltitlán, und Amatepec, sowie an die Municipios Teloloapan und Pedro Ascencio Alquisiras im Bundesstaat Guerrero.

## Geschichte
Zultepeque war einer der ersten Orte, an denen nach der Eroberung Mexikos durch die Spanier seit den 1520er Jahren Silbererz abgebaut wurde. In den dortigen Silberbergbau investierten unter anderem Sebastian Neidhart und Lazarus Nürnberger.